# زرآباد (خوی)
شهر زرآباد مرکز بخش صفائیه شهرستان خوی واقع در استان آذربایجان‌ غربی در چهل و دو کیلومتری شمالغرب شهر خوی، صد و هفتاد کیلومتری مرکز استان قرار گرفته‌است.
مختصات جغرافیایی زرآباد ۴۴ درجه و ۳۵ دقیقه عرض شمالی و ۳۸درجه و ۴۸ دقیقه طول شرقی است. ارتفاع شهرستان از سطح آبهای آزاد ۱۷۹۶ متر است. آب و هوای این شهر به علت کوهستانی بودن در زمستان‌ها توأم با ریزش باران و برف و در تابستان‌ها معتدل می‌باشد. عملیات گازرسانی به شهر زرآباد در سال ۱۳۹۸ انجام گردید.
جمعیت شهر زرآباد براساس سرشماری سال ۱۳۹۵، تعداد ۱۱۴۷ نفر و ۳۲۴ خانوار است. دین مردم شهر زرآباد، اسلام و مذهب همه آنها شیعه جعفری است و به زبان ترکی آذربایجانی صحبت می‌کنند. در جلد چهارم کتاب «فرهنگ جغرافیائی ایران (آبادیها)» نیز زبان مردم زرآباد، ترکی آذربایجانی مذهب آن‌ها شیعه ذکر شده است.
وجود معادن مس و سیلس و گونه‌های مختلف گیاهان دارویی و محصولات متنوع دامی، کشاورزی و باغی نظیر پنیر کوزه (کوزه پنیری)، حلوای دوشاب، آفتابگردان، گندم، جو، سیب زمینی، چغندرقند، آلبالو و سیب شهر زرآباد را از غنی‌ترین بخش‌های شهرستان خوی نموده‌است.
همچنین وجود جاذبه‌های متعدد طبیعی و تاریخی، آن را از نظر گردشگری نیز برجسته و قابل توجه نموده‌است. جاذبه‌های دل‌انگیز گردشگری اعم از گستردگی کوه‌ها، انبوه درختان، انواع مراتع سرسبز، ییلاق‌ها، بیشه زارها، آبهای معدنی و رودخانه‌ها زرآباد را به یکی از تفرجگاه‌های دلنواز و دیدنی تبدیل کرده که در نوع خود بسیار دیدنی است. از مناطق دیدنی زرآباد می‌توان به منطقه شکار ممنوع زرآباد که از بزرگترین مناطق شکار ممنوع استان آذربایجان غربی است و رودخانه آق چای نام برد.